# مادرتباری

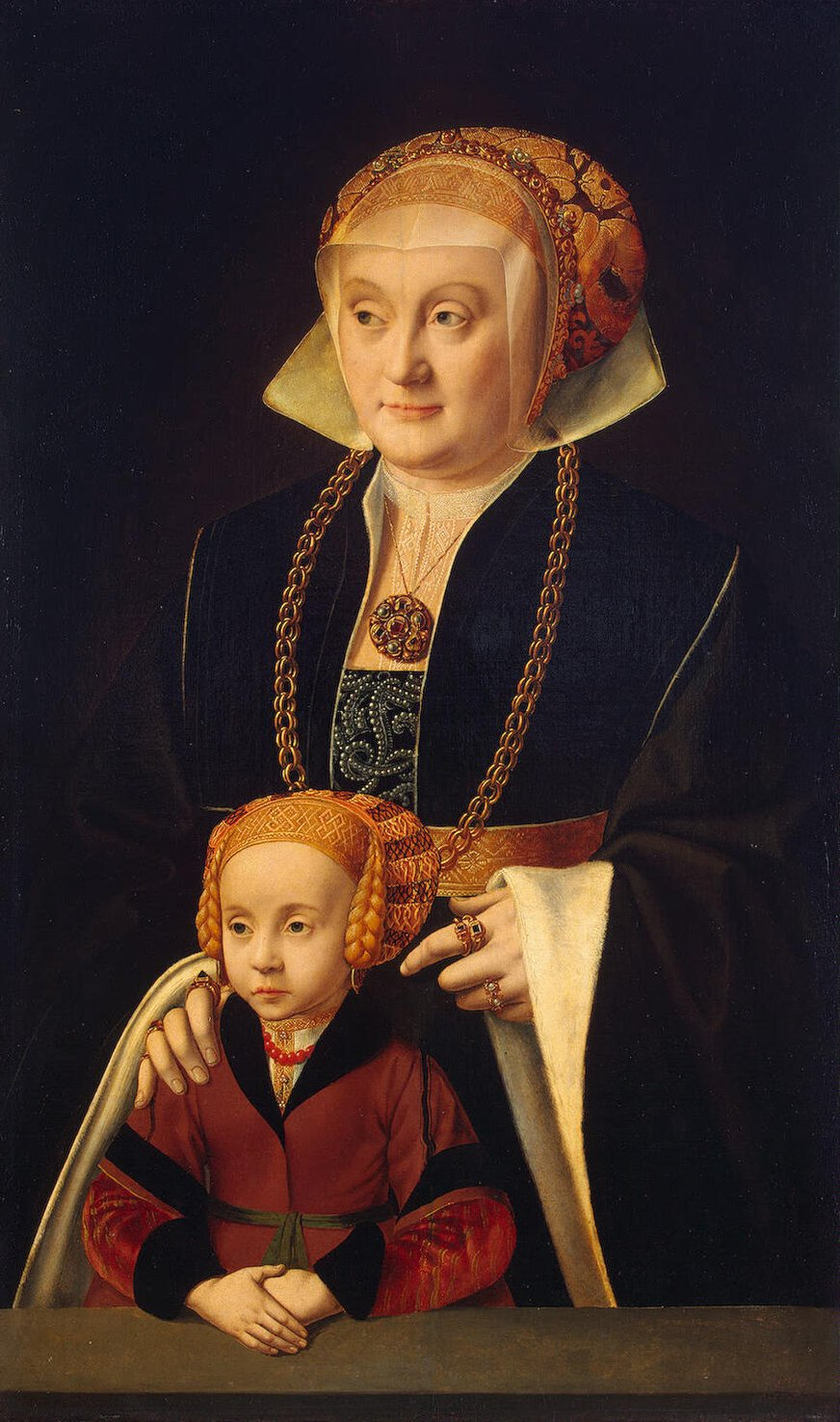
خانواده‌اى که تبار از طرف مادر تعيين مى‌گردد، مادر نسبى يا مادرتباري ناميده مى‌شود.

مادرتباری (انگلیسی: Matrilineality) ردیابی خویشاوندی از طریق خط زن است. همچنین ممکن است با یک نظام اجتماعی مرتبط باشد که در آن هر فرد با - نسب مادرش - شناخته می‌شود و می‌تواند شامل ارث دارایی یا عنوان باشد. خط مادری یک خط تبار خویشاوندی از یک اجداد ماده به یک نسل خویشاوندی (از هر دو جنس است که در آن افراد در تمام نسل‌های میانی، مادر هستند - این الگوی‌تبار مادرزادی باستانی برخلاف الگوی رایج‌تر پدرتباری است که معمولاً نام خانوادگی از آن گرفته می‌شود.
در جامعه مادرسالار، مرد خصال خویش را از  «دایی» خود به ارث می برد. حال آنکه، در جامعه ی پدرسالار رابطه پسر و پدر از هرگونه رابطه‌ای در مقایسه با جامعه مادرسالار گسترده‌تر و محکمتر است. زیرا در یک جامعه مادرسالار، وظایف پدر عموماً میان پدر و دایی کودک تقسیم می‌گردد. و این در حالی است که در جامعه های «مادرتباریِ» گذشته، افزون طلبی های خانوادگی به زنان محدود می شد. اما چون زنان طبعاً جنگجو نیستند، از این رو فزون طلبیِ چنین خانواده‌هایی به مراتب کمتر از هنگامی است که ریاست خانواده بر عهده ی مرد است.